# جورج فرینگتون
جورج فرینگتون (انگلیسی: George Farrington؛ 12 June 1882 – ۱۹۶۰ (۷۷−۷۸ سال)) بازیکن فوتبال بود.